# Молва (газета, 1876)
Молва́ — русская еженедельная политическая, общественная и литературная газета прогрессивного направления, издававшаяся в 1876 году в Санкт-Петербурге. Всего был выпущен 41 номер.

## История
«Молва» образована в 1876 году из земской и сельской газеты «Гдовско-Ямбургский листок», выпускавшейся в Санкт-Петербурге князем В. В. Оболенским. Переименование было вызвано «расширением программы» новой газеты, уже не ограничивавшейся земскими интересами.
Издавалась Аполлоном Жемчужниковым под редакцией В. В. Оболенского.
В газете принимали участие П. Д. Боборыкин, М. В. Авдеев, П. В. Засодимский, Д. Л. Мордовцев, А. С. Посников, М. П. Драгоманов, В. В. Чуйко, А. А. Головачев.
Газета много писала об общинной форме землевладения, видя в ней спасение крестьянства от пролетаризации. Признавая земства способными решить важнейшие социально-экономические вопросы, «Молва» одновременно подвергала эти учреждения резкой критике за бездеятельность. Большое место в газете занимали корреспонденции, в которых освещалось трудное положение крестьянства, в частности переселенцев и живущих на «неудобных» землях. Газета выступала за создание кооперативных товариществ, обществ взаимопомощи.
К 1877 году князь Оболенский утратил интерес к издательской деятельности и после 1876 года газета не выпускалась. Преобразована в литературный и политический журнал «Слово», издававшийся тем же Аполлоном Жемчужниковым при финансовой помощи золотопромышленника К. М. Сибирякова. Журнал выходил ежемесячно в Санкт-Петербурге в 1878—1881 году.